# Horní Kounice

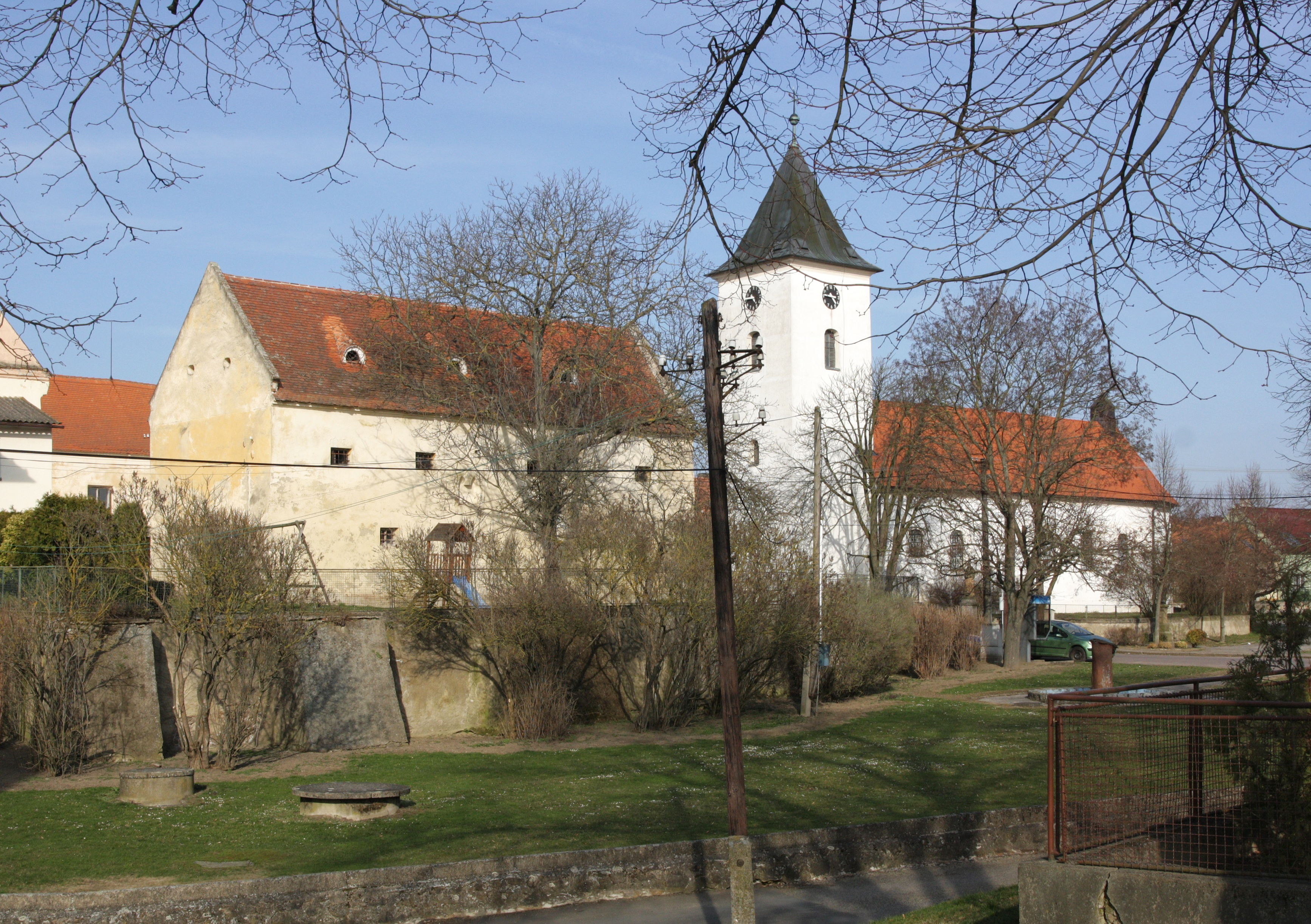
Kirche und Feste

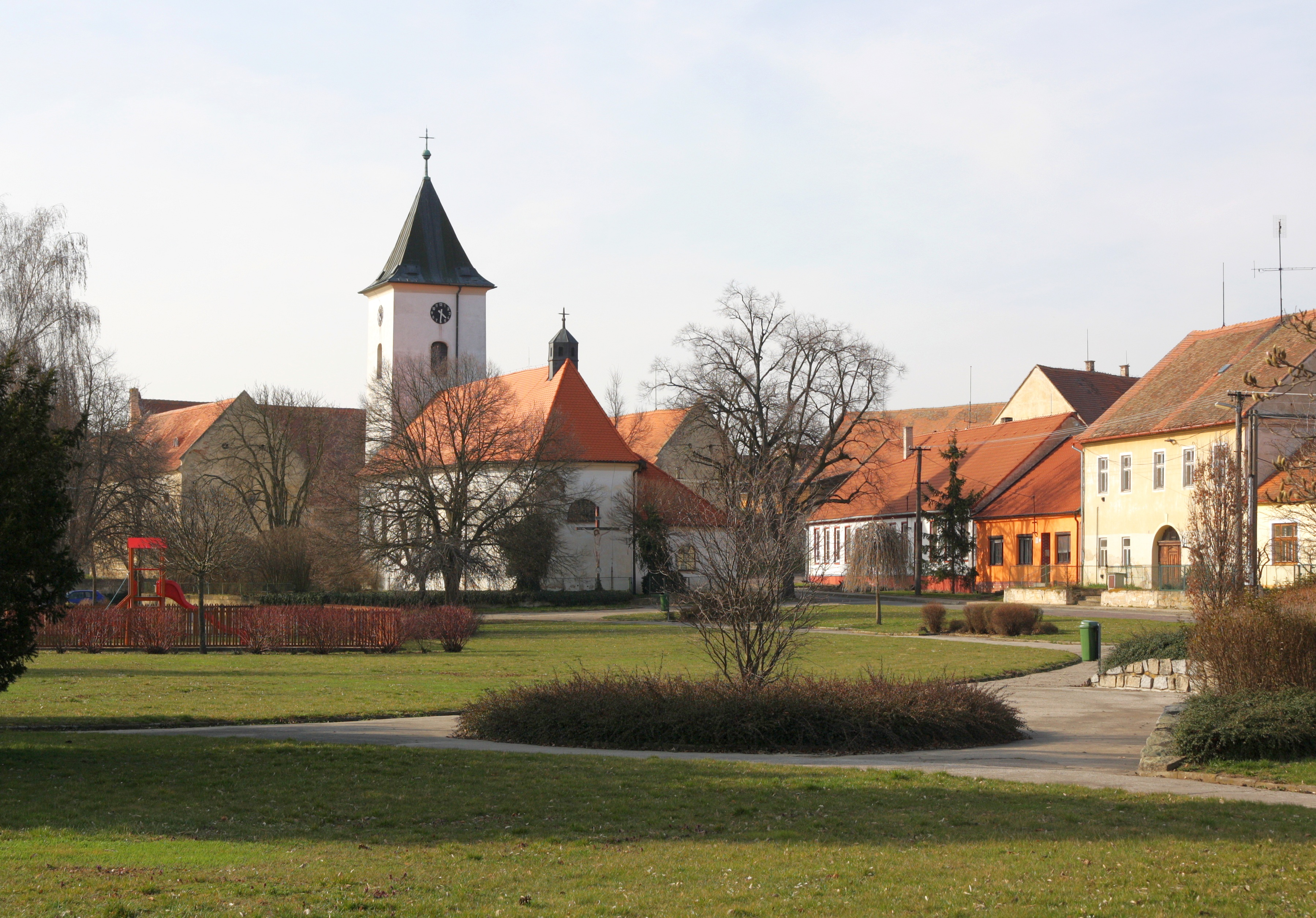
Marktplatz

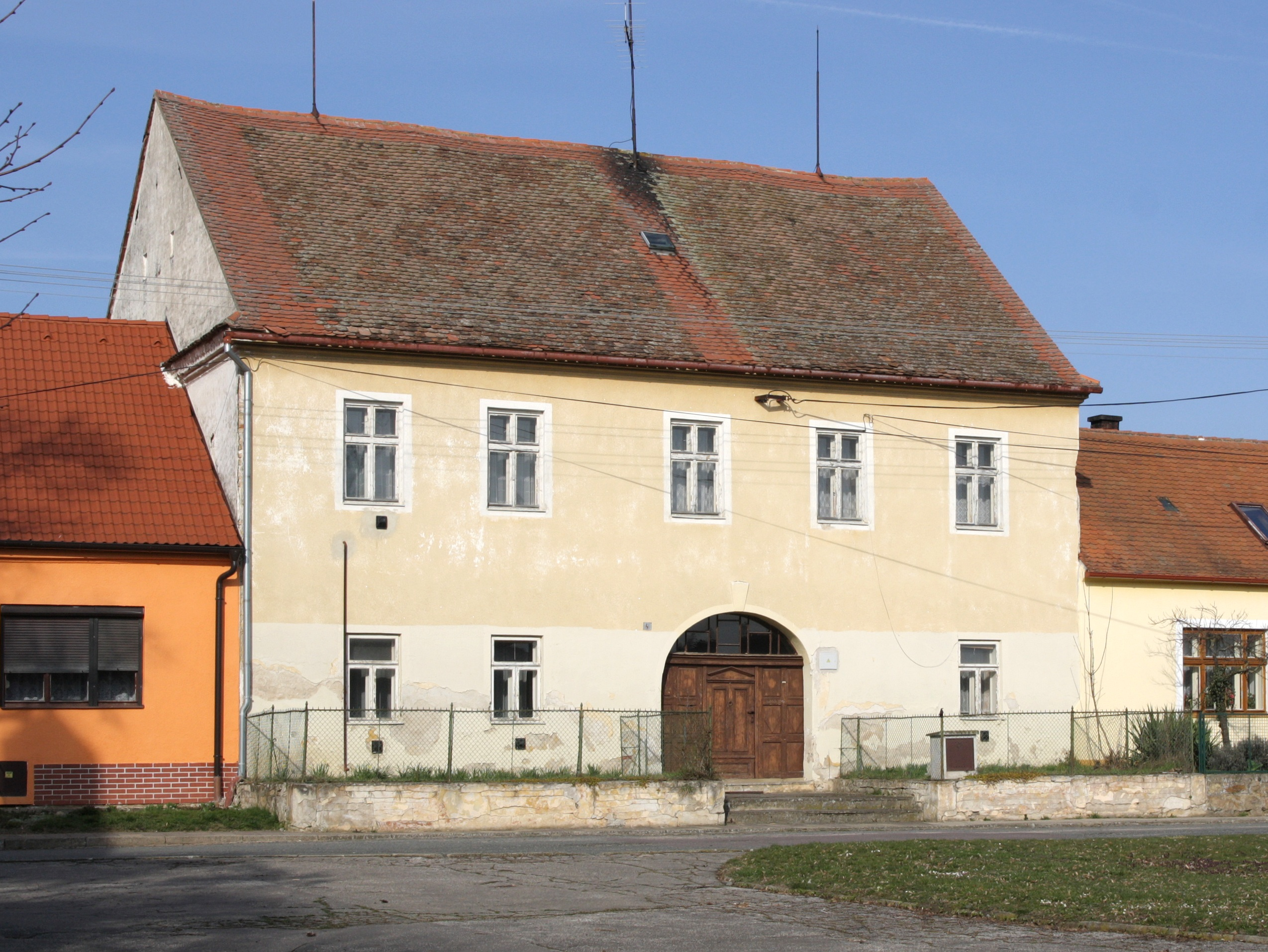
Pfarrhaus

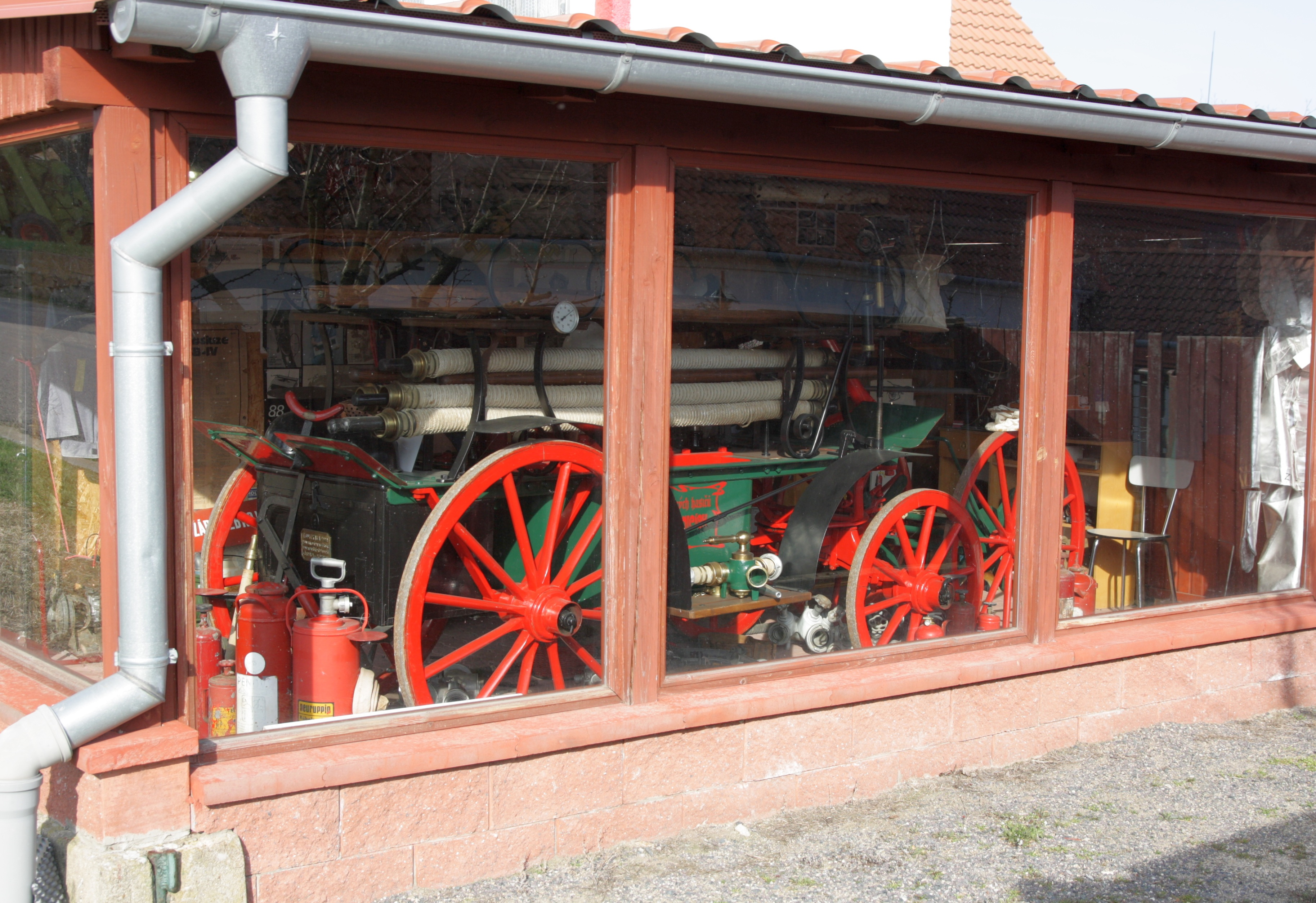
Historische Feuerspritze

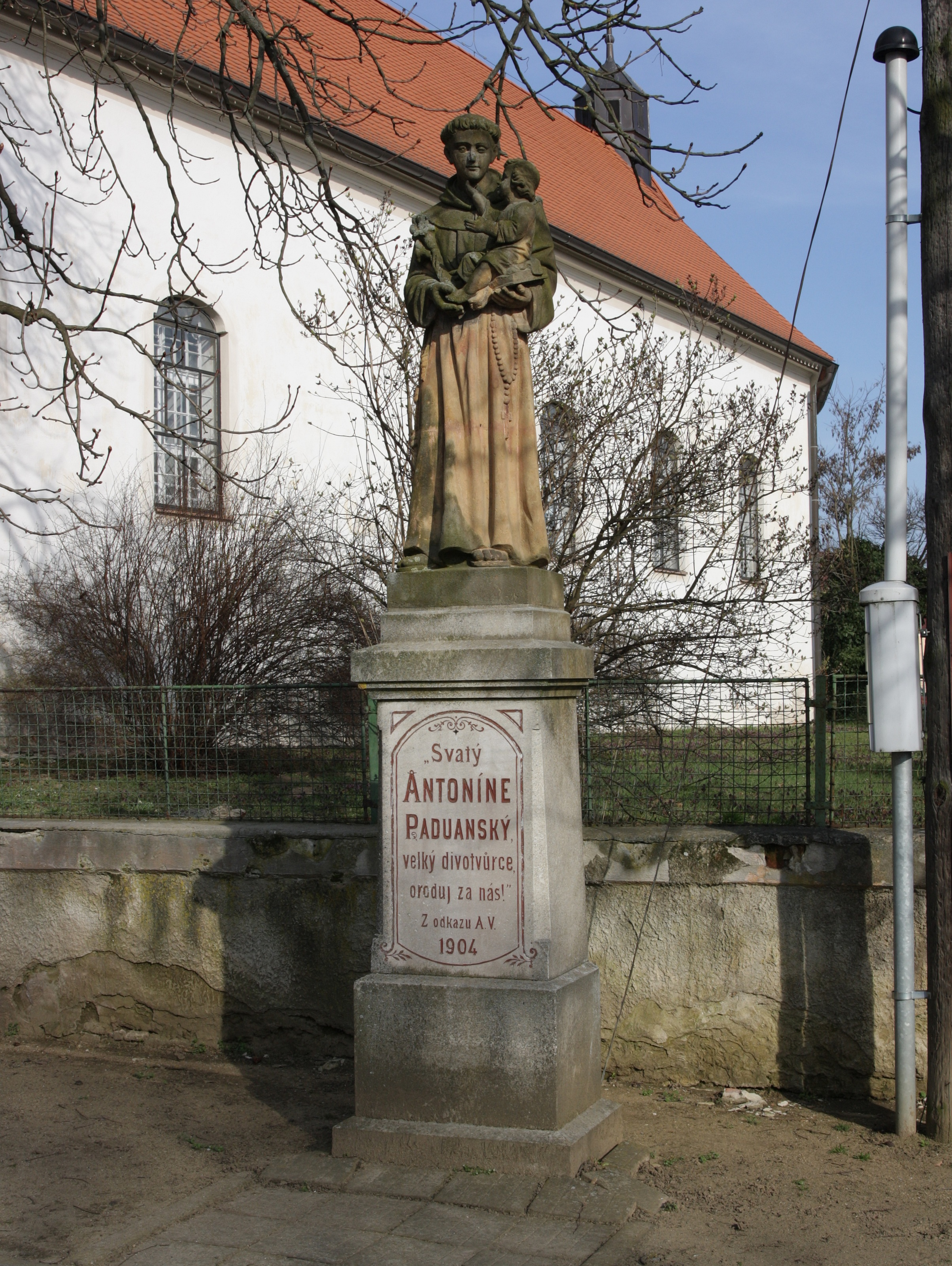
Statue des hl. Antonius von Padua

Horní Kounice (deutsch Oberkaunitz) ist eine Gemeinde in Tschechien. Sie liegt zwölf Kilometer westlich von Moravský Krumlov und gehört zum Okres Znojmo.

## Geographie
Horní Kounice befindet sich rechtsseitig über dem Tal der Rokytná in der Jevišovická pahorkatina (Jaispitzer Hügelland). Das Dorf liegt am Rande des Naturparks Rokytná im Quellgebiet eines kleinen Zuflusses zum Bach Kounický potok.
Im Norden erhebt sich der Výhon (368 m.n.m.), nordöstlich der Strašák (351 m.n.m.), im Osten die Tanárka (391 m.n.m.), südlich die Stará hora (376 m n.m.), im Westen die Velké díly (384 m.n.m.) und nordwestlich der Klobouček (389 m.n.m.).
Nachbarorte sind Bendův Mlýn, Spálený Mlýn, Valův Mlýn, Kordula und Zámek im Norden, Rešice, Horní Dubňany, Dolní Dubňany und Alinkov   im Nordosten, Čermákovice, Vémyslice und Petrovice im Osten, Karolín, Džbánice, Trstěnice und Morašice im Südosten, Pustý Zámek, Višňové und Mlýnek im Süden, Medlice und Přeskače im Südwesten, Dobronice und Tavíkovice im Westen sowie Nový Mlýn, Šemíkovice und Rouchovany im Nordwesten.

## Geschichte
Archäologische Funde belegen die Besiedlung des Gemeindegebietes in der Jungsteinzeit und Hallstattzeit.
Es wird angenommen, dass am Übergang vom 11. zum 12. Jahrhundert an der Stelle des heutigen Dorfes eine kleine slawische Siedlung entstand, die nach einem Lokator Kúna benannt war. Wahrscheinlich zu Beginn des 13. Jahrhunderts schenkte der Markgraf von Mähren das Dorf dem Johanniterorden, der in Horní Kounice eine Kommende errichtete. Möglicherweise ging deren Gründung von der Kommende Mailberg aus. Die Johanniter bauten um 1210 den Ort aus, den neuen Siedlern wurden die Grundstücke emphyteutisch überlassen. Den Kern von Horní Kounice bildete ein rechteckiger regelmäßiger Platz, an den sich nordwestlich die Kirche und die Kommende anschlossen.
Die erste schriftliche Erwähnung von Kuniz erfolgte im Jahre 1235. Der älteste Nachweis über die Kommende stammt aus einer Urkunde der Znaimer Stadtpfarrkirche St. Niklas vom 15. September 1248 über den Zehnt des Dorfes Raklinice, in der auch die Ordensbrüder Nikolaus und Ortulf aus Cuniz genannt wurden. Seit etwa 1240 bezog die Kommende die Hälfte des größeren und des kleineren Zehnts von Grillowitz. Nach der Schlacht auf dem Marchfeld verwüsteten im Jahre 1278 die siegreichen Truppen des deutschen Königs Rudolf I. die Besitzungen der Kommende. Zu Beginn des 14. Jahrhunderts betrieb die Kommende bedeutenden Weinbau. 1302 überließ der Klosterbrucker Abt Theodorich seinem Konvent einen Weingarten in Chunicz.
Am 22. September 1318 wurde Chunicz durch König Johann von Luxemburg zum Städtchen erhoben und erhielt Privilegien zur Abhaltung eines dienstäglichen Wochenmarktes und eines Jahrmarktes. Zudem erhielt die Kommende den Zehnt von Horní Dubňany, Dukovany und Bohuslavice. Wenig später erfolgte eine Erweiterung der Kirche nach Osten. Der Přeskačer Pfarrer Mikuláš schenkte den Chuniczer Johannitern zu dieser Zeit eine Weinlage in Džbánice, zwei Weinlagen in Petrovice und eine Lahn Acker bei Stařečice. Ab 1328 wirkte in Chunicz der Komtur Leo, der wahrscheinlich der bedeutenden Kuttenberger Familie Pirkner entstammte und ein naher Verwandter des Berthold Pirkner von Pirkenstein auf Tempelstein war. Im Jahre 1349 wurde Nikolaus von Wildungsmauer als Komtur erwähnt. Vor 1360 erwarb Heinrich Zajímač von Kunstadt auf Jaispitz einen Anteil von Chunicz, er verkaufte diesen 1385 an Heinrich Schenkwitzer. Der Ausbruch des mährischen Bruderkrieges zwischen den Markgrafen Jobst und Prokop von Mähren zum Ende des 14. Jahrhunderts führte zum Niedergang der Kommende. Zudem plünderten verarmte Adlige das Land als Raubritter. In der Gegend trieb zu Beginn des 15. Jahrhunderts die Räuberbande des Hašek von Waldstein ihr Unwesen, zu deren Mitgliedern nach Halsgerichtsunterlagen auch Petr und Chodar aus Chunicz gehörten.
Im ersten Viertel des 15. Jahrhunderts erwarb Johann von Kunstadt auf Jaispitz die Güter der Kommende Chunicz. Es ist nicht überliefert, ob er das Städtchen als Pfandbesitz erhielt oder es sich gewaltsam aneignete. Die Herren von Kunstadt ließen die ehemalige Kommende noch in der ersten Hälfte des 15. Jahrhunderts befestigen und zur Feste ausbauen. Am 25. April 1424 nannte sich Johann von Kunstadt mit Sitz in Chunicz. Die Feste wurde Sitz einer Seitenlinie der Herren von Kunstadt, die zur Stärkung des Wohlstands des Städtchens eine Brauerei gründeten. Die Hussitenkriege verhinderten die weitere Entwicklung von Chunicz. Auch danach kehrte kein Friede ein. Während des Böhmisch-ungarischen Krieges kämpften der Grundherr Boček Dürrteufel von Kunstadt und sein Neffe Jan Boček auf Seiten Georg von Podiebrads gegen Matthias Corvinus. Anfang Mai 1468 belagerte ein Söldnerheer der Znaimer Landwehr die Feste Chunicz und nahm sie im Juli schließlich ein. Der Ungarnkönig schenkte der Stadt Znaim daraufhin die Güter des Boček Dürrteufel und des Jan Boček von Kunstadt. Boček Dürrteufel konnte das Gut Chunicz später zurückgewinnen. Zu dieser Zeit hatte Chunicz seine Bedeutung verloren und wurde wieder als Dorf bezeichnet. Um 1480 erwarb Benedikt von Weitmühl das Gut als Pfand. Chunicz war am Übergang vom 15. zum 16. Jahrhundert mit immensen Pfandforderungen überhäuft, deren Bezahlung für die Johanniter unmöglich war.
Im Jahre 1505 überließ König Vladislav II. Jagiello das Gut Kounice mit der Feste, der Pfarre und dem Hof Kounice, den Dörfern Kounice (einschließlich einer Mühle) und Medlice, sieben Insassen und der Pfarre in Přeskače, je einem Insassen mit drei öden Lahnen und den Pfarren in Čermákovice und Šemíkovice, einem Insassen in Borotice, dem wüsten Dorf Raklenice, einem öden Hof in Dobrá Voda sowie einem öden Weingarten in Džbánice erblich an Johann von Weitmühl, der es 1506 seiner Schwägerin Anna von Kamenná Hora überschrieb. Damit entzog Vladislav II. auch den wiederkehrenden Forderungen der Johanniter auf Rückgabe ihres ehemaligen Besitz den Boden. Im Jahre 1518 überließ Anna von Kamenná Hora das Gut Kounice an Sebastian von Weitmühl auf Komotau, wogegen der Altbrünner Komtur Johann von Florstet protestierte. Sebastian von Weitmühl versicherte das Gut alsbald landtäflisch dem Johann von Petrowec, der es seinem ältesten Sohn Georg vererbte. Nach dessen Tod fiel das Gut Kounice seinen jüngeren Brüdern zu, von denen Heinrich Wyšnowsky von Petrowec schließlich alleiniger Besitzer wurde. Zur Unterscheidung vom nahegelegenen gleichnamigen Städtchen wurde der Ort seit Mitte des 16. Jahrhunderts als Horní Kounice bezeichnet. König Ferdinand I. bestätigte Horní Kounice im Jahre 1552 die alten Privilegien und verlieh dem Städtchen ein Wappen, das einen Ritter mit Schwert auf einem Ross als Drachentöter zeigt, und das Privileg zur Siegelung mit grünem Wachs. Nachfolgende Besitzerin war Heinrichs Tochter Anna Wyšnowska von Petrowec. Deren Witwer Wenzel Hrubčický von Čechtín ließ 1581 das Gut dem Heinrich Březnický von Náchod intabulieren. Im Laufe des 16. Jahrhunderts wurde die Pfarre Horní Kounice protestantisch. Die Grafen von Náchod hielten Horní Kounice ein knappes Jahrhundert.
Heinrichs Sohn, Georg Březnický von Náchod diente als Obrist der mährischen Stände. Im Frühjahr 1619 floh er nach Wien, nachdem der von ihm geplante Seitenwechsel seines Regiments zur kaiserlichen Armee durch die Meuterei seiner Offiziere verhindert wurde. Seine gesamten Güter in Mähren wurden von den Aufständischen konfisziert, Kaiser Ferdinand II. erhob ihn zum Reichsgrafen von Lichtenburg. 1620 kehrte Georg von Náchod und Lichtenburg nach Mähren zurück. Nach der Schlacht am Weißen Berg erhielt er Horní Kounice und alle anderen Besitzungen zurück. Während des Dreißigjährigen Krieges wurde das Gut mehrfach geplündert. Nach dem Kriege wurden die Dörfer Medlice und Čermákovice eingepfarrt. 1660 brannten große Teile von Horní Kounice nieder. Mit Georgs Sohn Ferdinand Leopold Reichsgraf von Náchod und Lichtenburg (1625–1672), der das Gut 1634 geerbt hatte, erlosch das Geschlecht der Březnický von Náchod im Mannesstamme. Das Landrecht sprach das Gut am 28. April 1668 dem mährischen Vizelandkämmerer Mathias von Wunschwitz zu. Nach einer Beschreibung des Städtchens aus dem Jahre 1671 bestand Horní Kounice aus fünf Ganzhüfnern, zehn Halbhüfnern, zwei Viertelhüfnern sowie drei Häuslern mit der Feldern; wüst lagen nach dem Brand ein Anderthalbhüfner, vier Ganzhüfner, acht Halbhüfner, ein Viertelhüfner und vier Häuser mit Feld.
Wunschwitz veräußerte die Güter Horní Kounice und Alinkov nach Ferdinand Leopolds Tod am 6. März 1672 für 24.900 Rheinische Gulden an Johann Ernst von Montrochier, der 1675 auch das Gut Lysice erwarb. Montrochier verkaufte Horní Kounice und Alínkov mit Zugabe eines goldenen smaragdbesetzten Halsbandes am 20. März 1675 für 17.000 Rheinische Gulden an Johann Sigmund Kořensky von Tereschau und dessen Sohn Johann. Am 25. Oktober 1686 erwarb der böhmische Hoflehen- und Kammerrechtsbeisitzer Johann Rudolf Schönwitz von Ungerswerth und Adlerslöwen das Gut für 26.500 Rheinische Gulden. Dieser veräußerte Ober-Kaunitz am 6. August 1693 für 39.500 Rheinische Gulden an den mährischen Landrechtsbeisitzer Maximilian Ernst Freiherr Jankovsky von Vlasching (1665–1736), der später noch in den Grafenstand erhoben wurde. Maximilian Jankovsky von Vlasching schloss Ober-Kaunitz an sein Gut Skalitz an und kaufte am 11. November 1693 vom Klosterbrucker Abt Gregor Klein für 10.000 Rheinische Gulden noch das Gut Chlupitz hinzu. Aus seiner Ehe mit Katharina Gräfin von Lamberg entsprossen die Töchter Marie Anna Leopoldina (1696–1734) und Maria Johanna (1701–1752). Mit seinem Tode erlosch das Geschlecht Jankovsky von Vlasching (Jankovský z Vlašimě) im Mannesstamme. Bis 1736 gehörte Ober-Kaunitz zum Gut Skalitz.
Nach Maximilians Tod erbte dessen Tochter Maria Johanna, verheiratete Cavriani das Gut Ober-Kaunitz. Zu dieser Zeit bestand das Dorf aus zwölf Ganzhüfnern, 16 Halbhüfnern, zehn Viertelhüfnern und 13 Häuslern. Nach deren Tod brach unter der Verwandtschaft ein Streit um das Familienerbe aus, der 1755 durch die böhmische Königin Maria Theresia zugunsten des Feldmarschalls Heinrich Dietrich Martin Joseph Graf Daun entschieden wurde. Im gleichen Jahre übernahm Marie Anna Leopoldinas Sohn Maximilian Franz Xaver Graf Daun die Güter; 1788 erbte sie dessen Sohn Johann. 1789 wurde in Ober-Kaunitz eine einklassige Schule eingerichtet. Im Jahre 1795 lebten in dem Städtchen 346 Personen. Nachdem Johann Graf Daun 1795 verstorben war, fielen die Güter Vöttau, Skalitz, Ober-Kaunitz, Ober-Latein und Latein seinem minderjährigen Bruder Franz de Paula Josef († 1836) zu. In den Jahren 1805 und 1809 wurde das Dorf von französischen Truppen geplündert. Zu Beginn des 19. Jahrhunderts wurde der Amtssitz von Skalitz nach Ober-Kaunitz verlegt. Während der Choleraepidemie von 1831 musste der Ober-Kaunitzer Friedhof erweitert werden. Franz Graf Daun kaufte am 27. Jänner 1828 von Anton Freiherr von Pillersdorf für 87.000 Gulden das Gut Biskupitz hinzu. Am 12. Juli 1833 erwarb er für 125.000 Gulden und 100 Dukaten Schlüsselgeld von seiner Verwandten Leopoldina Gräfin von Königsegg-Aulendorf noch das Gut Röschitz. 1837 erbte sein Sohn Heinrich Graf von Daun den Besitz. Die Grafen von Daun betrieben hier vor allem Schafzucht.
Im Jahre 1834 umfassten die vereinigten Güter Ober-Kaunitz, Latein, Allingau, Skalitz, Röschitz, Chlupitz, Kordula und Biskupitz eine Nutzfläche von 8229 Joch 1002 Quadratklafter, von denen 1858 Joch 20 Quadratklafter auf das Allodialgut Ober-Kaunitz entfielen. Auf dem Gebiet der vereinigten Güter lebten in den Dörfern Ober-Kaunitz, Biskupitz, Chlupitz, Kordula, Unter-Latein, Röschitz und Skalitz 2377 Katholiken. Mit Ausnahme von Chlupitz, in dem deutsch gesprochen wurde, waren alle anderen Dörfer mährischsprachig. Haupterwerbsquelle bildete die Landwirtschaft. Die herrschaftlichen Wälder wurden von den vier Forstrevieren Ober-Kaunitz, Latein, Biskupitz und Röschitz bewirtschaftet. Die Herrschaft unterhielt sechs Meierhöfe in Skalitz, Ober-Kaunitz, Allingau, Röschitz, Latein und Biskupitz.
Der Markt Ober-Kaunitz bzw. Kaunice hornj bestand einschließlich der inskribierten Ansiedlung Allingau aus 67 Häusern mit 441 mährischsprachigen Einwohnern. Unter dem Patronat der Obrigkeit standen die St.-Michaels-Kirche, die zum Jaispitzer Dekanat gehörige Pfarrei und die Schule. Außerdem gab es in Ober-Kaunitz einen obrigkeitlichen Meierhof, ein Branntweinhaus und zwei Mühlen. Der Ort war zudem Sitz eines Forstreviers. Ober-Kaunitz war Pfarrort für Czermakowitz und Medlitz. Bis zur Mitte des 19. Jahrhunderts war Ober-Kaunitz Amtsort der vereinigten Güter Ober-Kaunitz, Latein, Allingau, Skalitz, Röschitz, Chlupitz, Kordula und Biskupitz.  Im Jahre 1845 erteilte Kaiser Ferdinand I. dem Markt Ober-Kaunitz das Privileg für vier Jahrmärkte.
Nach der Aufhebung der Patrimonialherrschaften bildete Horní Kounice / Ober-Kaunitz ab 1849 mit dem Ortsteil Alinkov eine Marktgemeinde im Gerichtsbezirk Kromau. 1851 erfolgte der Bau eines neuen Schulgebäudes. 1868 wurde die Gemeinde Teil des Bezirkes Kromau. Zwischen 1888 und 1889 wurde die Freiwillige Feuerwehr gegründet. Im Jahre 1895 erfolgte die Aufstockung des Schulhauses sowie der Einbau einer Lehrerwohnung für die Aufnahme des zweiklassigen Unterrichts.
Mit dem Tode von Ottokar Graf von Daun erlosch das Geschlecht der Grafen von Daun 1904 im Mannesstamme. Auf der Grundlage eines Familienerbvertrages fielen die Güter den vier Kindern aus der Ehe von Bertha von Daun († 1856) und Karl Wilhelm von Haugwitz zu, die sich jedoch nicht über die Aufteilung des Erbes einigen konnten und die Güter zunächst verpachteten. 1905 verkauften sie das Gut Horní Kounice an den Besitzer von Tavíkovice, Robert Goldschmidt. Dieser verlor im Frühjahr 1918 in Folge seines Konkurses einen Teil seines Großgrundbesitzes an die Mährische Agrarbank, die ihn noch im selben Jahre an Josef Kobsinek verkaufte.
Nach dem Ersten Weltkrieg zerfiel der Vielvölkerstaat Österreich-Ungarn, die Gemeinde wurde 1918 Teil der neu gebildeten Tschechoslowakischen Republik. Bei der ersten Wahl ging 1919 die Tschechoslowakische Volkspartei (ČSL) als Sieger hervor. Im Jahre 1920 lebten in den 95 Häusern von Horní Kounice 509 Personen, davon waren 507 Tschechen sowie ein Deutscher und ein Pole. 1922 gab es in dem Markt sechs Zimmerleute, drei Maurer, je zwei Händler, Gastwirte, Schmiede, Schneider und Wagner sowie je einen Tischler, Sattler, Schuster, Müller, Bäcker, Trafikanten und eine Näherin. Im Zuge der Bodenreform wurden zwischen 1923 und 1924 Teile des Gutes an 39 Interessenten aufgeteilt. 1927 begann die Elektrifizierung von Horní Kounice. Ein Jahr später wurde die neue Straße nach Medlice fertiggestellt. Beim Zensus von 1930 lebten dem Ort 491 Menschen in 96 Häusern, weitere zehn Häuser waren unbewohnt. 1937 wurden in dem Markt eine Telefonzelle und eine Telegraphenstation eingerichtet. Nach dem Münchner Abkommen verblieb Horní Kounice 1938 bei der Tschechoslowakei und wurde in den Okres Moravské Budějovice eingegliedert. Während der deutschen Besetzung schlossen sich einige Einwohner den Partisanen an; darunter waren František Pergr und Jan Fehnrych, die bei einem Schusswechsel mit deutschen Soldaten starben. Ende 1942 wurden in Horní Kounice Bessarabiendeutsche einquartiert. Zum Kriegsende diente die verlassene Mühle Spálený mlýn einer dreizehnköpfigen Partisanenabteilung als Unterschlupf. Zu dieser Zeit wurde ein deutscher Einwohner von Horní Kounice durch Partisanen erschossen, weil er ein Gewehr in seinen Händen hielt. Zwischen dem 7. und 8. Mai 1945 kam es zu Gefechten zwischen der Wehrmacht und sowjetischen Kampfflugzeugen, die den Ort bombardierten. Dabei brannten drei Häuser und zwei Scheunen nieder. Am 8. Mai 1945 besetzte die Rote Armee das Dorf. Nach dem Ende des Zweiten Weltkrieges wurde Horní Kounice wieder Teil des Okres Moravský Krumlov. Die deutschen Bewohner wurden enteignet und vertrieben. Ein Teil der Tschechen verließ Horní Kounice und zog in die entsiedelten Dörfer im Grenzgebiet. 1950 wurde eine JZD gebildet, die meisten der Bauern verweigerten sich bis 1957 dem Eintritt in die Kolchose. Im Zuge der Aufhebung des Okres Moravský Krumlov wurde Horní Kounice 1961 dem Okres Znojmo zugeordnet. Im selben Jahre verursachte ein Hagelsturm starke Schäden, bei dem Unwetter ertrank ein Kind. 1964 wurde der Dorfbach reguliert. Im Jahre 1970 erfolgte eine Umgestaltung des Marktplatzes. Am 24. Mai 1976 erhielt Horní Kounice den Titel „Obec 30. výročí osvobození Československou Sovětskou armádou“ (Gemeinde des 30. Jahrestages der Befreiung der Tschechoslowakei von der Sowjetischen Armee). Im September 1976 wurde Horní Kounice nach Čermákovice zwangseingemeindet. Im Jahre 1990 löste sich Horní Kounice wieder von Čermákovice los und bildete eine eigene Gemeinde. Beim Zensus von 1991 hatte Horní Kounice 313 Einwohner.

## Gemeindegliederung
Für die Gemeinde Horní Kounice sind keine Ortsteile ausgewiesen. Zu Horní Kounice gehören der Hof Alinkov (Allingau) sowie die Einschicht Valův Mlýn.

## Sehenswürdigkeiten

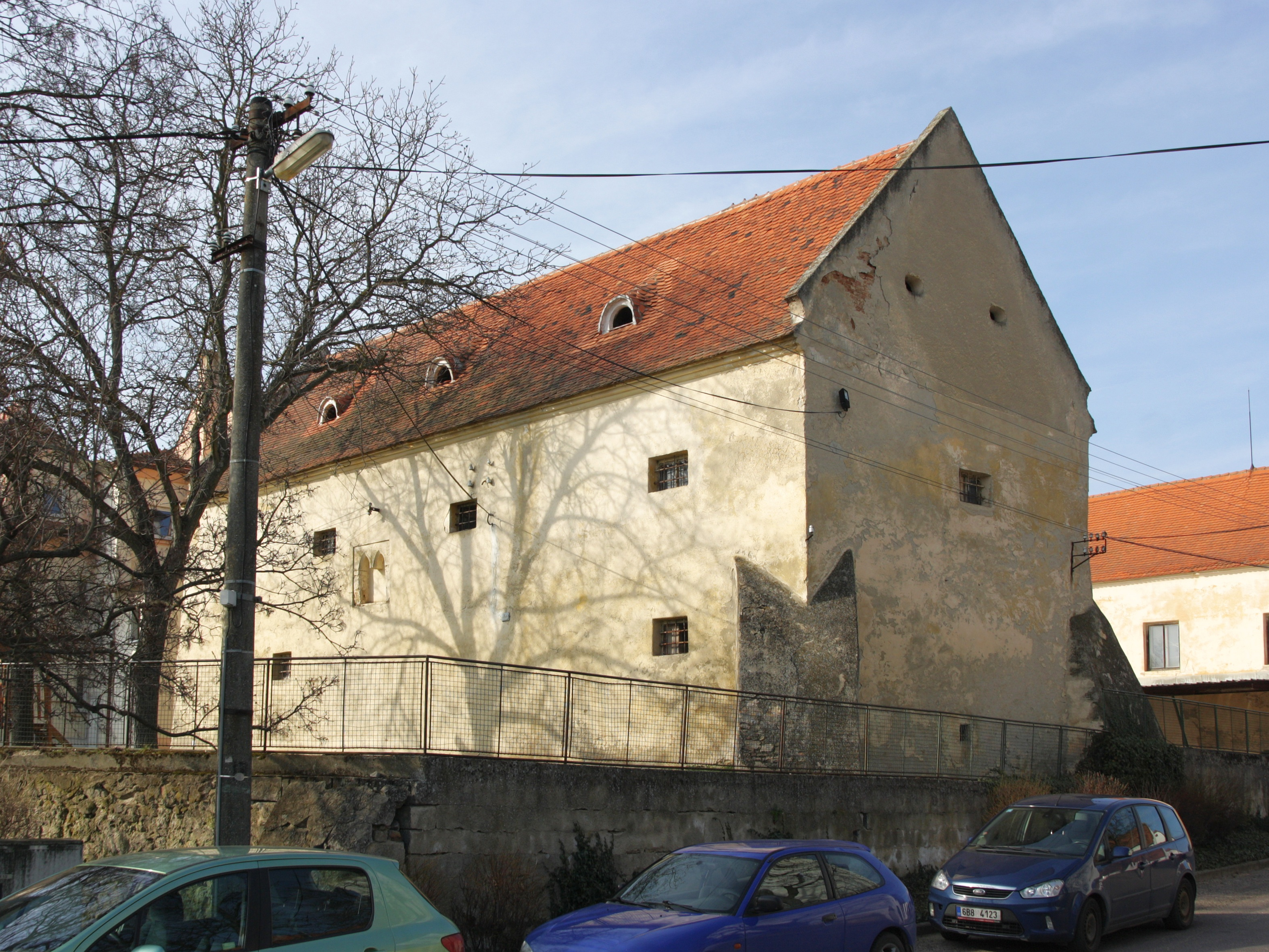
Ehemalige Johanniterkommende

- Kirche des Erzengels Michael; der in der Mitte des 13. Jahrhunderts errichtete spätromanische Bau wurde in der ersten Hälfte des 14. Jahrhunderts nach Osten hin erweitert. Im 15. Jahrhundert erfolgte wahrscheinlich der Anbau eines Kirchturmes. In der zweiten Hälfte des 17. Jahrhunderts wurde die Sakristei angebaut. Die Kirche wurde in den Jahren 1785–1790 neu gewölbt, barock umgestaltet und mit einem neuen Turm versehen. Sie ist mit drei Altären ausgestattet. Die Wandgemälde bei den beiden Seitenaltären stammen von Josef Winterhalder. Die älteste der drei Glocken stammt aus dem Jahre 1476. Im Jahre 1906 erhielt die Kirche eine neue Orgel. 1917 wurden zwei Glocken requiriert; nach einer öffentlichen Sammlung erhielt die Kirche 1924 zwei neue Glocken, die während des Zweiten Weltkrieges beschlagnahmt wurden. Im Juni 1970 erhielt die Kirche wieder neue Glocken. 1991 begann die Sanierung.
- Pfarrhaus am Dorfplatz, errichtet 1780, 1798 wurde es rekonstruiert
- Feste Horní Kounice, die im 13. Jahrhundert errichtete Johanniterkommende erlosch während der Hussitenkriege. Die Anlage wurde in der ersten Hälfte des 15. Jahrhunderts zu einer gotischen Feste als Wohnsitz eines Zweigs der Herren von Kunstadt umgebaut. Nach 1517 wurde sie nur noch als Wirtschaftsgebäude genutzt. Im 17. bzw. 18. Jahrhundert erfolgte der Umbau zum Speicher.
- Gedenkstein für die Gefallenen des Ersten Weltkrieges, enthüllt 1928
- Nischenkapelle, am Teich
- Statuen der hll. Antonius von Padua und Johannes von Nepomuk, an der Kirche
- Historische Feuerspritze
- Wegekreuz an der Straße nach Trstěnice
- Wegekreuz am westlichen Ortsrand
- Hof Alinkov